# Armaos

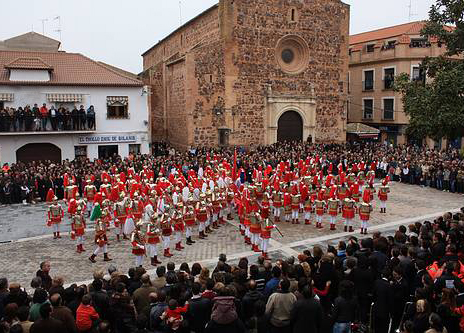
Los armaos de Bolaños de Calatrava realizando "La estrella"

Los armaos son cofradías religiosas, con disciplina militar heredada de las tropas imperiales de la España del siglo XVI-XVII que representan a las tropas del Imperio Romano durante la Semana Santa en Castilla-La Mancha, especialmente en la provincia de Ciudad Real y con raíces en Almagro. Con pequeñas diferencias, estas cofradías se encuentran en casi todos los municipios y ciudades del Campo de Calatrava: Aldea del Rey, Bolaños de Calatrava (Semana Santa en Bolaños de Calatrava), Moral de Calatrava, Granátula de Calatrava, Calzada de Calatrava, Miguelturra y Almagro. Estas cofradías tienen la peculiaridad que no solo desfilan en las procesiones calatravas, sino que realizan las peculiares representaciones en sus desfiles, como puede ser “La estrella” en Bolaños de Calatrava y “El caracol” en Almagro, que son formas representadas por la propia tropa haciendo y deshaciendo la forma de un caracol y una estrella en ambas plazas mayores los días de Semana Santa.

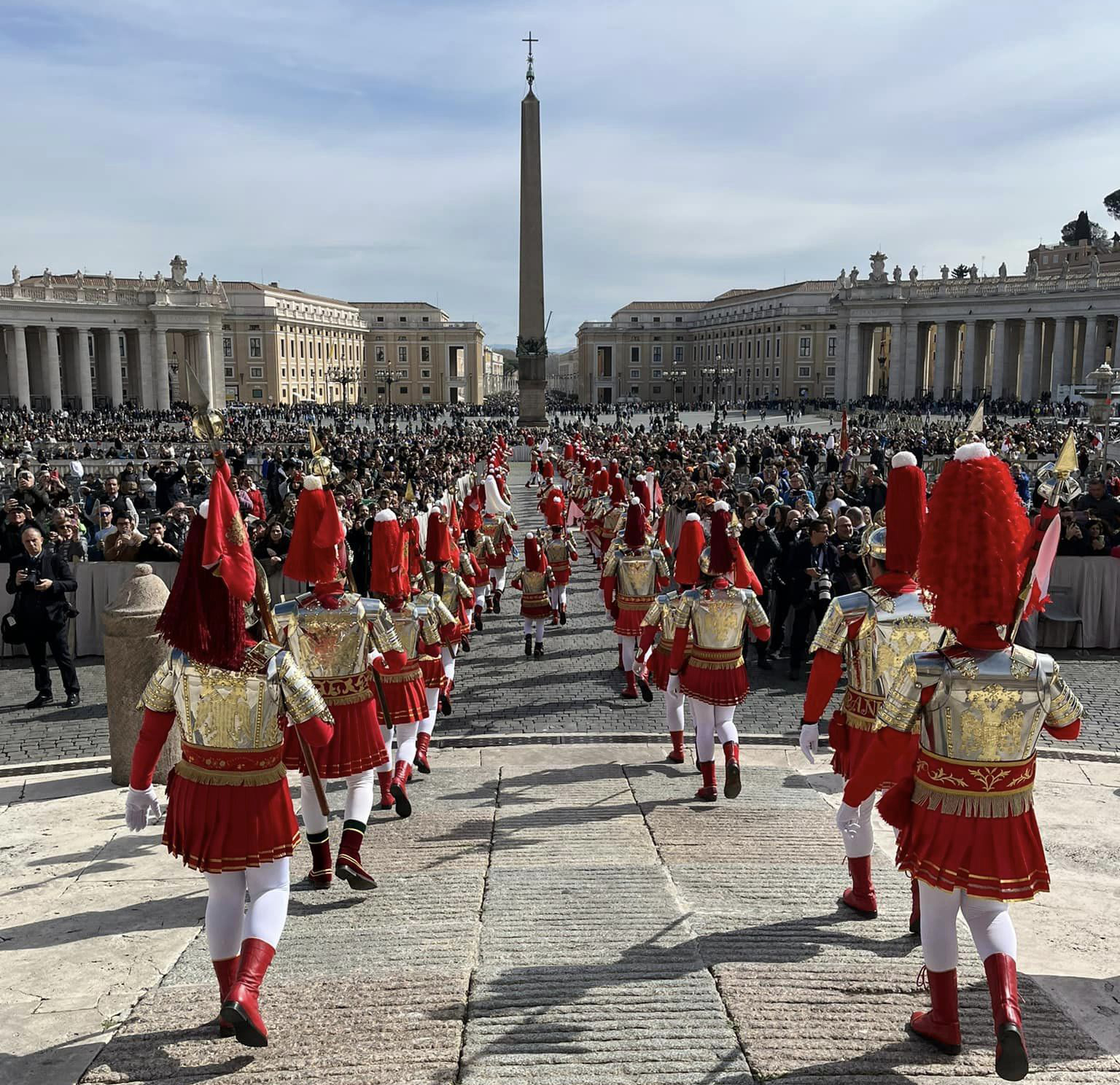
Los Armaos de Bolaños desfilando en la Plaza de San Pedro del Vaticano

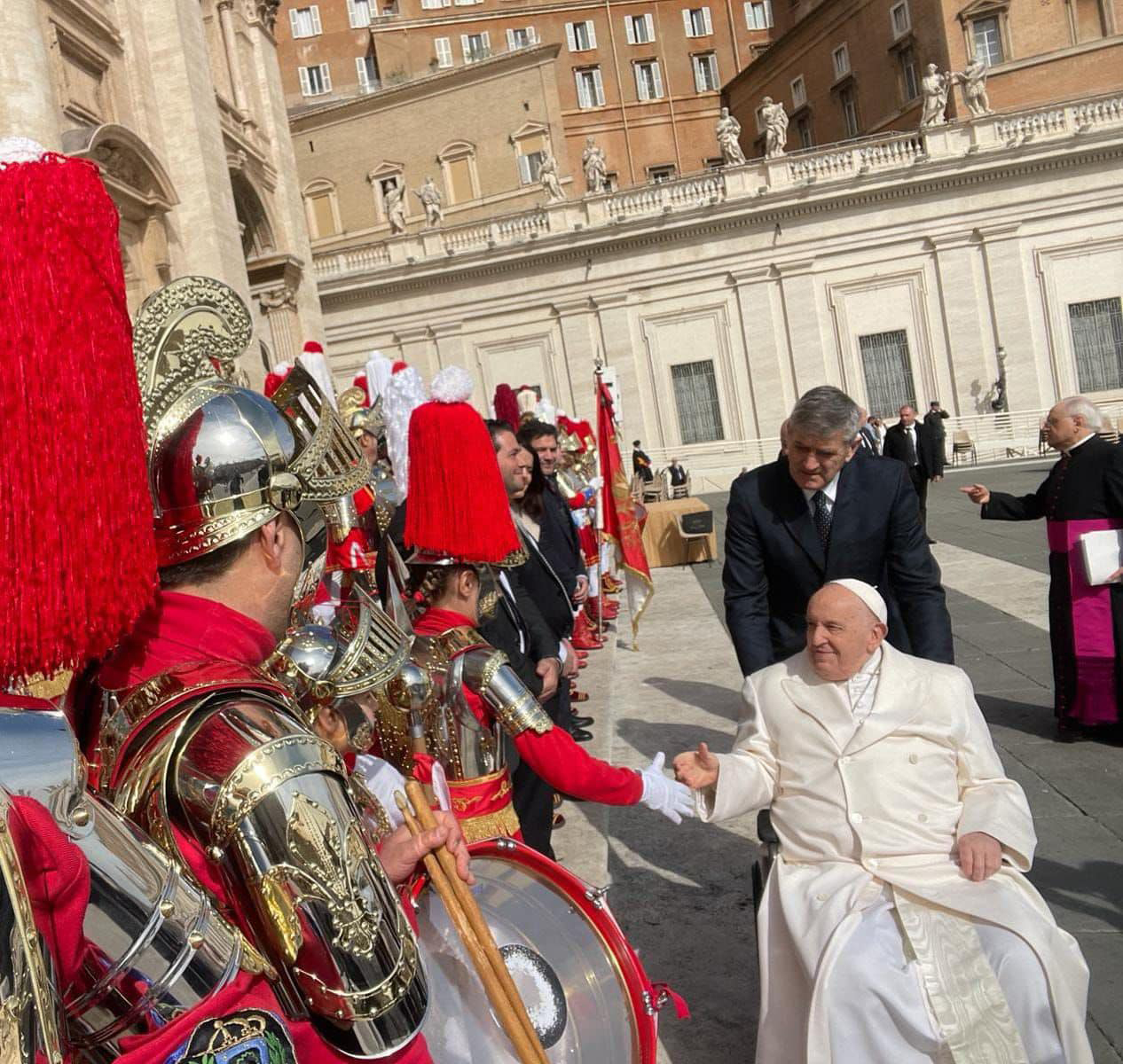
Audience of the Roman Company of Bolaños (Spain) with Pope Francis

## La Banda

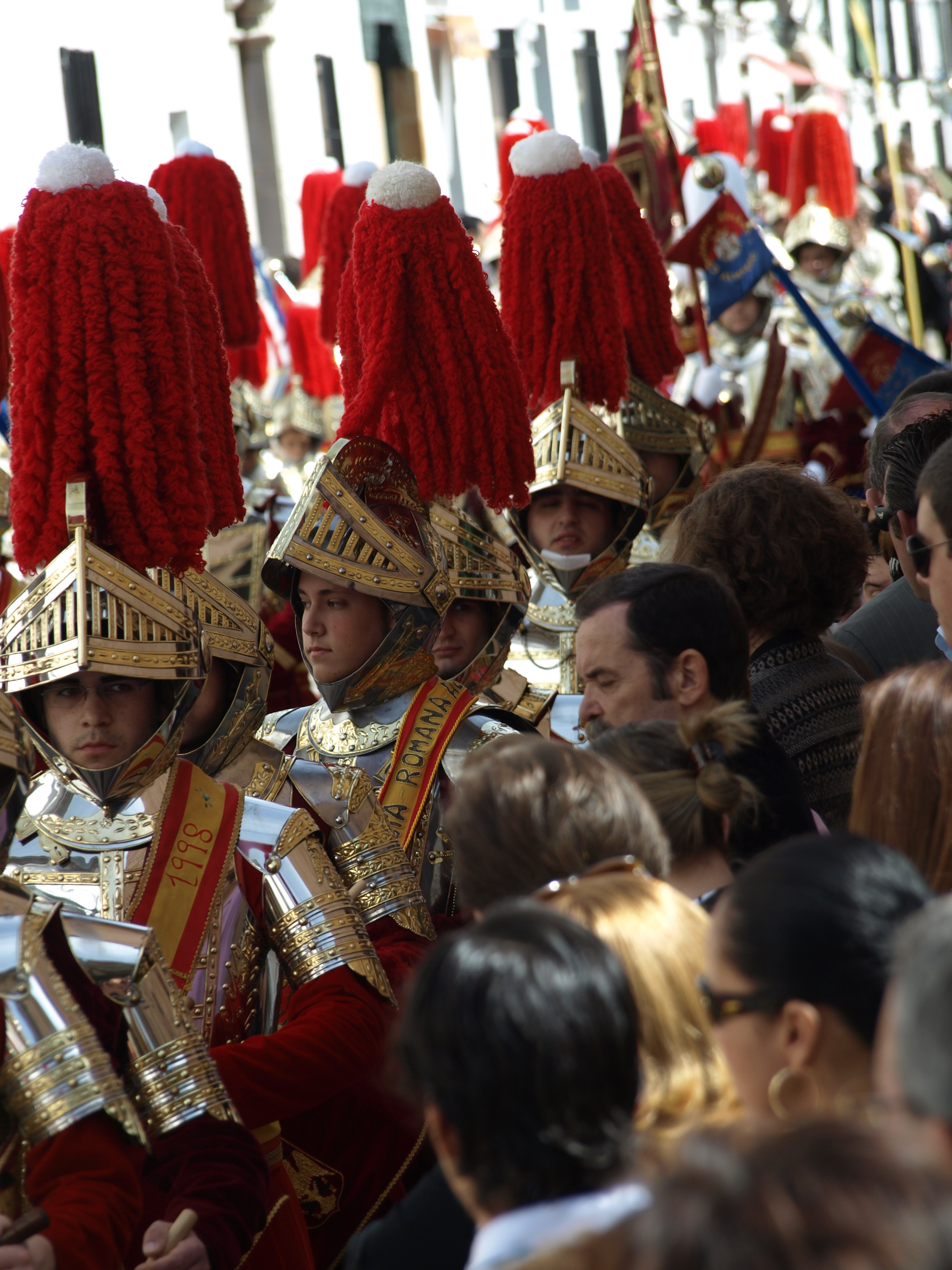
Tambores de la Compañía Romana de Almagro.

La banda está formada por numerosos tambores y cornetas, cuyo número puede variar de un año a otro. 
Dentro de la banda encontramos al Sargento de Cornetas, que a su vez es el Sargento de la banda, y en los tambores, la máxima autoridad que encontramos es el Cabo. 
El Sargento de Cornetas, o de la banda, tiene como misión dirigir las marchas militares o cofrades que la banda va a tocar una vez que el sargento le avise. El Cabo de Tambores es el encargado de redoblar su tambor a distinta velocidad del resto, para así llevar el ritmo de los pasos militares, y, a su vez, es el encargado de dar entrada a la marcha militar o cofrade que previamente ha hecho sonar el Sargento de Cornetas.
La Compañía Romana lleva dos tipos de pasos: el primero sería el paso ordinario, que es cuando la banda toca marchas militares a un ritmo de desfile militar. Por otro lado toca el paso lento, que es cuando la banda toca marchas típicas de cofradías religiosas con un toque militar y con un paso más pausado que el ordinario.